# 美少女戦士セーラームーン メモリアルミュージックBOX
『美少女戦士セーラームーン メモリアルミュージックBOX』（びしょうじょせんしセーラームーン メモリアルミュージックボックス）は、『美少女戦士セーラームーン』アニメシリーズの放映終了以降に発売された10枚組CD-BOX作品。1998年2月21日に日本コロムビアより発売された。全部で293曲収録。

## 概要
『美少女戦士セーラームーン』アニメシリーズのストーリーの流れに沿って選曲、未発表のBGMに加え、一部主題歌のTVサイズや一部イメージソングのインスト・ヴァージョンも完全収録している。
204ページもある豪華解説書が付属して、2-7頁にはBGMの作曲を手掛がけた有澤孝紀の劇伴誕生秘話なるものを収録。8-16頁にはCDジャケットやグッズ等に使用イラスト集の解説。17-102頁には全収録曲の曲目リスト、各曲の解説や各曲の歌詞が収録されている。104-123頁にはBGM曲のリストとして各BGMの内容の解説が収録されている。124-195頁にはシリーズ全話の音楽ロールリスト。196～199頁にはこのCD-BOXの解説書もある。
CDジャケットとBOXカバーは、武内直子自選のフルカラーイラストを使用している。 

## 収録内容

### Disc.1 美少女戦士セーラームーン ミュージックコレクション1
1. 「ムーンライト伝説」TVサイズ（歌：DALI） [1:26]
2. あたしだって普通の女の子1 [0:14]
3. あたしだって普通の女の子2 [1:04]
4. あたしだって普通の女の子3 [1:07]
5. あたしだって普通の女の子4 [1:17]
6. あたしだって普通の女の子5 [1:18]
7. あたしだって普通の女の子6 [0:10]
8. あたしだって普通の女の子7 [1:15]
9. 本当に選ばれた戦士なの？1 [1:12]
10. 本当に選ばれた戦士なの？2 [1:10]
11. 本当に選ばれた戦士なの？3 [1:08]
12. 本当に選ばれた戦士なの？4 [0:14]
13. 本当に選ばれた戦士なの？5 [1:10]
14. 本当に選ばれた戦士なの？6 [1:46]
15. 星空はミステリアス1 [1:05]
16. 星空はミステリアス2 [1:01]
17. 星空はミステリアス3 [1:10]
18. 星空はミステリアス4 [0:15]
19. 星空はミステリアス5 [0:49]
20. 星空はミステリアス6 [1:46]
21. おっちょこちょいは生まれつき1 [0:16]
22. おっちょこちょいは生まれつき2 [1:08]
23. おっちょこちょいは生まれつき3 [1:24]
24. おっちょこちょいは生まれつき4 [1:07]
25. おっちょこちょいは生まれつき5 [1:20]
26. おっちょこちょいは生まれつき6 [0:14]
27. おっちょこちょいは生まれつき7 [1:18]
28. 恋する乙女心1 [0:17]
29. 恋する乙女心2 [1:13]
30. 恋する乙女心3 [0:18]
31. 恋する乙女心4 [1:16]
32. 恋する乙女心5 [1:19]
33. 恋する乙女心6 [0:18]
34. 恋する乙女心7 [1:27]
35. 恋する乙女心8 [0:42]
36. 誰かが狙われている1 [1:28]
37. 誰かが狙われている2 [1:00]
38. 誰かが狙われている3 [1:09]
39. 誰かが狙われている4 [1:30]
40. 誰かが狙われている5 [0:12]
41. 誰かが狙われている6 [1:57]
42. 夢見るおだんごアタマ1 [1:25]
43. 夢見るおだんごアタマ2 [0:14]
44. 夢見るおだんごアタマ3 [1:22]
45. 夢見るおだんごアタマ4 [1:18]
46. 夢見るおだんごアタマ5 [0:13]
47. 夢見るおだんごアタマ6 [1:14]
48. 夢見るおだんごアタマ7 [1:40]
49. 夕暮れ時は妖魔の予感1 [0:18]
50. 夕暮れ時は妖魔の予感2 [1:18]
51. 夕暮れ時は妖魔の予感3 [0:15]
52. 夕暮れ時は妖魔の予感4 [1:13]
53. 夕暮れ時は妖魔の予感5 [1:03]
54. 夕暮れ時は妖魔の予感6 [1:25]
55. 夕暮れ時は妖魔の予感7 [1:28]
56. 「HEART MOVING」TVサイズ（歌：高松美奈絵） [1:36]

#### ボーナストラック
1. ミラクルロマンス [7:02]
2. 「ムーンライト伝説」～ピアノ・ファンタジア・ヴァージョン～ [3:13]
3. 「ムーンライト伝説」～マーチ・ヴァージョン～ [3:44]

### Disc.2 美少女戦士セーラームーン ミュージックコレクション2
1. アバンタイトル音楽 [0:21]
2. 「ムーンライト伝説」TVサイズ、SE入り（歌：DALI） [1:32]
3. セーラームーンサブタイトル音楽 [0:43]
4. うさぎ－ブリッジコレクション－ [1:06]
5. 乙女心 [2:40]
6. 「夢見るだけじゃダメ」～インスト・ヴァージョン～ [5:05]
7. セーラームーンアイキャッチ音楽 [0:12]
8. クイン・ベリル [2:10]
9. 「愛のエナジーを奪え」～インスト・ヴァージョン～ [4:43]
10. ムーンパワーで変装 [0:39]
11. 「合コトバはムーン･プリズム･パワー･メイクアップ！」～インスト・ヴァージョン～ [4:20]
12. 華麗なるムーン･プリズムパワー･メイクアップ [4:23]
13. 「月にかわっておしおきよ」～インスト･ヴァージョン～ [4:38]
14. ムーンティアラ･アクション [2:19]
15. 「幻の銀水晶～シルバークリスタル」～インストヴァージョン～ [4:30]
16. 絶望と悪1 [0:13]
17. 絶望と悪2 [0:58]
18. 絶望と悪3 [0:21]
19. 絶望と悪4 [1:02]
20. 絶望と悪5 [0:12]
21. 絶望と悪6 [1:07]
22. セーラー戦士集結 [2:36]
23. 星たちに守られて [9:24]
24. リベンジ！セーラー戦士 [1:27]
25. 「ムーンライト伝説」～インスト･ヴァージョン～ [2:53]
26. 「プリンセス・ムーン」TVサイズ（歌：橋本潮） [1:32]
27. セーラームーン予告編音楽 [0:49]

#### ボーナストラック
1. 「HEART MOVING」～インスト・ヴァージョン～ [3:38]
2. 「プリンセス・ムーン」～インスト・ヴァージョン～ [4:02]
3. サブタイトル音楽、メイクアップのテーマロングヴァージョン [2:18]

### Disc.3 美少女戦士セーラームーンR ミュージックコレクション
1. 戦士の記憶 [2:13]
2. 「乙女のポリシー」～インスト・ヴァージョン～ [3:13]
3. うさぎ [3:22]
4. 「ほっとけないよ」～インスト・ヴァージョン～ [4:29]
5. エイルとアン [2:43]
6. 魔界樹 [3:19]
7. ブラックムーン [6:51]
8. Rアイキャッチ音楽 [0:24]
9. うさぎと衛 [6:21]
10. 「好きと言って」～インスト・ヴァージョン～ [4:37]
11. ちびうさ [3:06]
12. さびしさを越えて [4:26]
13. セーラープルート [4:58]
14. 黒い月、総攻撃 [7:47]
15. ムーン・クリスタルパワー・メイクアップ [3:59]
16. 愛 [4:09]
17. 夕陽 [3:28]
18. 「乙女のポリシー」TVサイズ（歌：石田よう子） [1:30]
19. R予告編音楽 [0:32]

#### ボーナストラック
1. 「乙女のポリシー」～マーチ・ヴァージョン～ [3:30]

### Disc.4 美少女戦士セーラームーンS ミュージックコレクション
1. 運命の戦士 [3:32]
2. 「ムーンライト伝説」TVサイズ、SE入り（歌：ムーンリップス） [1:32]
3. Sサブタイトル音楽 [0:10]
4. ピュアな心 [6:22]
5. はるかとみちる [4:37]
6. デスバスターズ [3:09]
7. ダイモーン出現 [2:43]
8. ダイモーン [4:48]
9. 追跡 [3:47]
10. セーラーウラヌス&ネプチューン [3:43]
11. スパイラルハートムーンロッド [2:51]
12. ムーン・コズミックパワー・メイクアップ [3:31]
13. ピュアな心の結晶は無事 [0:54]
14. セーラー戦士同士の対立 [8:50]
15. マントは虹色 [4:00]
16. 「タキシード･ミラージュ」～インスト・ヴァージョン～ [3:35]
17. Sアイキャッチ音楽 [0:11]
18. 聖杯 [1:52]
19. 帰ってきたちびうさ [5:33]
20. セーラーサターン [3:20]
21. スーパーセーラームーン [2:34]
22. 「タキシード･ミラージュ」TVサイズ（歌：三石琴乃・富沢美智恵・久川綾・篠原恵美・深見梨加） [1:31]
23. S予告編音楽 [1:19]

### Disc.5 美少女戦士セーラームーンSuperS ミュージックコレクション
1. 水晶の森 [3:04]
2. 「ムーンライト伝説」TVサイズ、SE入り（歌：ムーンリップス） [1:32]
3. スーパーズサブタイトル音楽 [0:10]
4. ちびうさの想い [2:36]
5. うさぎとちびうさ [4:18]
6. デッドムーン [5:14]
7. アマゾントリオ [5:59]
8. アマゾントリオの罠 [4:49]
9. ゆれる心 [2:19]
10. 心の中のぞく [0:52]
11. レムレス [6:32]
12. 絶体絶命 [3:07]
13. ペガサス [3:21]
14. ムーン･クライシス･メイクアップ [1:45]
15. 恋はLonely heart [1:48]
16. 「私たちになりたくて」TVサイズ（歌：藤谷美和子） [1:37]
17. スーパーズアイキャッチ音楽 [0:25]
18. ペガサスとちびうさ [3:04]
19. ちびうさ、ペガサスを信じて [2:54]
20. アマゾネスカルテット [2:53]
21. 死の月、総攻撃 [4:50]
22. クリスタルパワー･メイクアップ [5:27]
23. スーパーズ予告編音楽 [0:48]

#### ボーナストラック
1. 「“らしく”いきましょ」～マーチ･ヴァージョン～ [3:36]

### Disc.6 美少女戦士セーラームーンセーラースターズ ミュージックコレクション1
1. 「ゴールデンクイーン・ギャラクシア」～オルゴール･ヴァージョン～ [2:41]
2. 「セーラースターソング」TVサイズ、SE入り（歌：花沢加絵） [1:36]
3. セーラースターズサブタイトル音楽 [0:10]
4. 5人は高校生 [5:19]
5. ネヘレニア復活 [4:20]
6. ほたるの予言 [1:42]
7. ミラーパレドリー [4:58]
8. とらわれのセーラー戦士 [5:11]
9. プリンセスのために…… [3:44]
10. エターナルの愛 [3:19]
11. セーラースターズ予告編音楽 [2:00]
12. 衛との別れ [5:10]
13. シャドウ･ギャラクティカ [3:57]
14. 「ゴールデンクイーン・ギャラクシア」～インスト･ヴァージョン～ [3:59]
15. ボクたちの歌をきいて [3:51]
16. 「真夜中ひとり」～インスト･ヴァージョン～ [3:33]
17. 「力を合わせて」～インスト･ヴァージョン～ [6:06]
18. 「銀河一身分違いな片想い」～インスト･ヴァージョン～ [4:19]
19. 「流れ星へ」～コーラスなしカラオケ～ [4:44]

### Disc.7 美少女戦士セーラームーンセーラースターズ ミュージックコレクション2
1. 「とどかぬ想い－my friend's love－」～インスト･ヴァージョン～ [3:52]
2. あの方はどこに…… [3:35]
3. 星野、大気、夜天 [3:51]
4. 学園のアイドル [1:11]
5. 美奈子の野望 [2:00]
6. 「愛の女神のHow to love」～インスト･ヴァージョン～ [5:10]
7. 星野の想い [1:33]
8. 「銀河一身分違いな片想い」～オルゴール･ヴァージョン～ [1:47]
9. セーラースターズアイキャッチ音楽 [0:12]
10. 銀河テレビでの策略 [2:20]
11. スターシードをいただくわ [2:24]
12. 襲い来るファージ [2:58]
13. スターパワー･メイクアップ！ [1:56]
14. セーラースターライツ出現 [1:08]
15. 「炎の狙撃者（FLAME SNIPER）」～インスト･ヴァージョン～ [4:16]
16. 「We believe you」～インスト･ヴァージョン～ [5:04]
17. 華麗なるムーン･エターナル･メイクアップ [4:28]
18. ちびちび [5:24]
19. 「セーラームーン・クリスマス」～インスト･ヴァージョン～ [3:46]
20. 究極の悪 [1:14]
21. 決意 [1:17]
22. 究極の愛 [2:25]
23. 平和 [2:04]
24. 「愛をしんじてる」～インスト･ヴァージョン～ [4:01]

#### ボーナストラック
1. 「セーラースターソング」～マーチ･ヴァージョン～ [3:31]

### Disc.8 劇場版 美少女戦士セーラームーンR ミュージックコレクション
1. プロローグ [1:31]
2. 「ムーンライト伝説」TVサイズ-カラオケ [1:24]
3. 衛の回想 [2:03]
4. フィオレ出現 [1:30]
5. うさぎの心配 [2:29]
6. 妖花魔グリシナ [3:00]
7. セーラー４戦士、スターパワーメイクアップ [2:36]
8. セーラームーンVSグリシナ [2:00]
9. キセニアン [1:14]
10. タキシード仮面登場～衛とフィオレ [2:23]
11. フィオレの回想 [2:35]
12. セーラー・テレポート！ [1:55]
13. 地球侵略計画 [0:58]
14. 花迷宮の死闘 [2:14]
15. セーラームーンVSフィオレ [4:08]
16. 生還 [3:47]
17. 「Moon Revenge」コーラスなしカラオケ [4:01]
18. 復活のセレナーデ [1:32]
19. 「Moon Revenge」劇場版サイズ（歌：三石琴乃・久川綾・富沢美智恵・篠原恵美・深見梨加） [2:25]
20. 「I am セーラームーン」劇場版サイズ（歌：三石琴乃・久川綾・富沢美智恵・篠原恵美・深見梨加） [1:34]

#### ボーナストラック
1. 第2回録音未収録劇伴集 [2:06]
2. 「タキシード・ナイト」～インスト・ヴァージョン～ [3:01]
3. 「ルナ！」～インスト・ヴァージョン～ [1:57]
4. 「イニシャル・U」～インスト・ヴァージョン～ [4:35]
5. 「戦士の想い」～インスト・ヴァージョン～ [5:03]
6. 「ガーネット・ガーディアン」～インスト・ヴァージョン～ [2:26]
7. 「再来」～インスト・ヴァージョン～ [3:00]
8. SE集「ムーンライト伝説」アレンジ [1:47]
9. SE集 セーラームーン1 [1:53]
10. SE集 セーラームーン2 [1:58]

### Disc.9 劇場版 美少女戦士セーラームーンS ミュージックコレクション
1. 雪の女王 [1:42]
2. 「ムーンライト伝説」オリジナルカラオケ [2:53]
3. のんきなうさぎ [1:30]
4. 翔のやさしさ [2:35]
5. 翔の夢やさしく [1:12]
6. 侵略作戦開始 [1:32]
7. セーラー4戦士VSスノーダンサー [2:22]
8. セーラーちびムーンにメイクアップ [1:33]
9. 野望 [1:06]
10. ドキドキ [1:07]
11. 翔の想い [1:45]
12. つらい別れ [2:07]
13. スノーカグヤ出現 [2:55]
14. 最終決戦 [3:18]
15. 恋する心 [1:50]
16. 愛と友情の力 [2:41]
17. 愛のメッセージ [3:29]
18. 「Moonlight Destiny」劇場版サイズ（歌：朝川ひろこ） [2:16]

#### ボーナストラック
1. 「セーラー4戦士、メイクアップテーマ」～ソロ・ヴァージョン～ [1:36]
2. 「セーラーチームのテーマ」～インスト・ヴァージョン～ [3:54]
3. 「Moonlight Destiny」～インスト・ヴァージョン～ [5:57]
4. 「セーラームーン・クリスマス」～オルゴール・ヴァージョン～ [2:01]
5. 「イニシャル・U」～オルゴール・ヴァージョン～ [2:14]
6. 「戦士の想い」～オルゴール・ヴァージョン～ [2:15]
7. 「ガーネット・ガーディアン」～オルゴール・ヴァージョン～ [1:30]
8. 「再来」～オルゴール・ヴァージョン～ [1:03]
9. 「愛をしんじてる」～オルゴール・ヴァージョン～ [2:57]
10. SE集 セーラームーン3 [3:03]
11. SE集 セーラームーン4 [3:39]
12. SE集 赤いバラ、他 [2:56]

### Disc.10 劇場版 美少女戦士セーラームーンSuperS ミュージックコレクション
- 美少女戦士セーラームーンSuperS ～セーラー9戦士集結！ブラック･ドリーム･ホールの奇跡～

1. 笛吹き [2:37]
2. 「ムーンライト伝説」 TVサイズ（歌：ムーンリップス） [1:23]
3. クッキー教室 [2:15]
4. ペルル [2:02]
5. ププラン [3:06]
6. ボンボンベイビー [1:00]
7. セーラー4戦士、クリスタルパワー・メイクアップ [1:36]
8. タキシード仮面 [1:59]
9. ペルルの反抗 [1:28]
10. 戦闘再開 [2:26]
11. 女王バディヤーヌ [0:53]
12. マジバンヌ・キャッスル [2:52]
13. 外部太陽系3戦士 [1:42]
14. ブラックドリームホール [3:23]
15. 命をかけて [2:18]
16. 勇気100倍クッキー [0:37]
17. 夢の棺 [2:39]
18. 愛の光 [3:44]
19. 家に帰ろう [1:49]
20. 「Morning Moonで会いましょう」劇場版サイズ（歌：プリティキャスト） [1:47]

- 美少女戦士セーラームーンSuperS 外伝 ～亜美ちゃんの初恋～

1. 亜美ちゃんの朝 [1:24]
2. 水野亜美 [2:50]
3. 可愛い企み [1:11]
4. 地霊ボンノーン [2:29]
5. セーラーマーキュリー [0:51]
6. マーキュリー・アクア・ミラージュ [0:52]
7. 終曲 [1:26]
8. 「“らしく”いきましょ」劇場版サイズ（歌：Meu） [1:34]

#### ボーナストラック
1. 第1回録音未収録劇伴集 [4:32]
2. 「三時の妖精」～インスト・ヴァージョン～ [3:24]
3. 「Morning Moonで会いましょう」～インスト・ヴァージョン～ [4:29]
4. 「あしたもまた自転車」～オルゴール・ヴァージョン～ [2:19]
5. 「あしたもまた自転車」～インスト・ヴァージョン～ [3:53]